# تقبيل ابنة المدفعي
تقبيل ابنة المدفعي هي رواية من نوع جريمة وغموض صدرت عام 1992  للكاتبة البريطانية روث رندل، وتتميز بشخصية المفتش ريج ويكسفورد المتكررة في روايتها. يشير عنوان الرواية إلى العقوبة البدنية التاريخية في البحرية الملكية حيث قال بحار جُلدت ابنة المدفعي بمدفع لأخذ جلدها.

## الحبكة
قُتل أربعة أفراد من عائلة ثرية في كينغسماركهام بالرصاص على يد متسلل في منزلهم الكبير أثناء العشاء. القتلى الثلاثة هم كاتبة ناجحة ومحترمة دافينا فلوري، وزوجها الثاني والذي يصغرها سنًا وابنتها الوحيدة، وهي مطلقة في منتصف العمر. حفيدة دافينا الجميلة والمدللة الوحيدة ديزي المراهقة، نجت من إصابات طفيفة وتطلب المساعدة عبر الهاتف. يُستدعى ويكسفورد من عشاء عائلي غير مريح لحضور مسرح الجريمة، يصبح مفتونًا بديزي، التي يتبنى تجاهها موقفًا وقائيًا، بينما يحاول حل جرائم القتل. أعقبت مذبحة العشاء الأولية عمليات قتل أخرى في الدائرة المباشرة لديزي. يتوازي موقف ويكسفورد تجاه ديزي من الناحية الموضوعية، مع علاقته مع ابنته المحبوبة شيلا (ممثلة ناجحة)، التي كانت مفتونة لسبب غير مفهوم بالروائي الطليعي البغيض، أوغسطين كيسي، الذي أثارت غطرسته وتنازله ووقاحته حفيظة ويكسفورد وزوجته دورا. تبين أن أب ديزي الذي لم يلتق به قط هو لاعب كرة قدم سابق يُلقب بـ "مِدفَعِيّ" لأنه لعب لنادي أرسنال لكرة القدم ، المعروف باسم "المِدفَعِيّ ": ومن هنا جاء عنوان الرواية. 

## الاستقبال النقدي
أشادت مجلة انترتينمنت ويكلي بتحليل الرواية للسياسة الطبقية في بريطانيا، لكنه وجد الحبكة وخاتمتها واضحة وبعيدة المنال. 